# Papúa Nueva Guinea en los Juegos Olímpicos de París 2024
Papúa Nueva Guinea estuvo representada en los Juegos Olímpicos de París 2024 por siete deportistas, cinco hombres y dos mujeres, que compitieron en cinco deportes.
Los portadores de la bandera en la ceremonia de apertura fueron el practicante de taekwondo Gibson Mara y la nadadora Georgia-Leigh Vele. El equipo olímpico papú no obtuvo ninguna medalla en estos Juegos.